# Brough (motorfietsmerk)
Brough is een Brits historisch merk van motorfietsen.
De bedrijfsnaam was: W. E. Brough, Basford, Nottingham
De oprichter en eigenaar van de fabriek, William Brough, begon als onderhoudsmonteur in een mijn, maar al voor de eeuwwisseling maakte hij enkele tricycles (driewielers) met De Dion-Bouton-motorblokken. In 1902 bouwde hij (waarschijnlijk voor zijn 12-jarige zoon George) een eigen motorfiets met eveneens een De Dion-Bouton-motor.
In 1908 begon hij een motorfietsenfabriek, geholpen door George, die de motorfietsen in wedstrijden bereed. In 1913 bouwde hij motorfietsen met Bradshaws 496cc-ABC-boxermotor, later bouwde hij zelf boxermotoren, 496cc-kopkleppers en 692cc zijkleppers, die op het laatst zelfs 810 cc maten.
Hij ontwikkelde een revolutionair roterend kleppensysteem dat echter nooit goed uit de verf kwam. Vanaf 1919 werd zijn zoon George zijn compagnon, maar in 1920 concurrent met het merk Brough Superior. George nam het bedrijf in Basford uiteindelijk over. De Brough-productie eindigde in 1926.

## Trivia

### Isle of Man TT 1913
George Brough schreef zich in 1913 in voor de Isle of Man TT met een machine van zijn vader, die toen nog een horizontale boxermotor had. Al tijdens de trainingen bleek de machine niet opgewassen te zijn tegen het racegeweld. George bouwde snel een ABC boxermotor in, maar die bleek ook nog niet racerijp. Toen werd het haastwerk en George greep naar een compleet andere machine, waar onder de "Brough"-sticker nog net het merk Zenith te zien was.

### Spot- en bijnamen
- Brough Inferior (minderwaardige Brough) - Sarcastisch bedoelde bijnaam, bedacht door William Brough nadat zijn zoon George zijn eerste eigen motorfiets Brough Superior genoemd had.